# Consell Popular de Letònia
El Consell Popular de Letònia (en letó:Latvijas Tautas padome o també conegut com a Consell del Poble de Letònia va ser un consell temporal que va declarar la indepèndencia de Letònia l'any 1918 i va actuar com un Govern Provisional fins que va ser escollida l'Assemblea Constitucional de Letònia (Satversmes sapulce) el 1920.

## Història
El Consell Popular es va formar el 17 de novembre 1918 com a resultat de la fusió de dos consells de les organitzacions letones: el Consell Temporal Nacional de Letònia (Latvijas Pagaidu Nacionala padome o LPNP) i el Bloc Democràtic (Demokratiskais bloks). Originàriament, el consell constava de 40 membres que representaven totes les principals organitzacions polítiques letones, excepte l'extrema dreta i l'extrema esquerra. Més tard es va ampliar a 245 representants.
El 18 de novembre de 1918, el Consell Popular va declarar Letònia com a país independent. Tenia a Jānis Čakste com el seu president i Kārlis Ulmanis com el primer ministre del Govern Provisional de Letònia. El consell va actuar com un parlament provisional de Letònia fins a l'1 de maig 1920, quan l'Assemblea Constituent (Satversmes sapulce) va entrar en vigor.